# Arenosclera digitata
Arenosclera digitata är en svampdjursart som först beskrevs av Carter 1882.  Arenosclera digitata ingår i släktet Arenosclera och familjen Callyspongiidae. Inga underarter finns listade i Catalogue of Life.